# Dimos Lesbos
Dimos Lesbos (Lesbos) var en kommun i Grekland.   Den låg i prefekturen Nomós Lésvou och regionen Nordegeiska öarna, i den östra delen av landet, 250 km nordost om huvudstaden Aten. Antalet invånare är 90 436. Kommunen delades 2019 i kommunerna Dimos Mytilene och Dimos West Lesbos.